# 영국항공 월드 카고

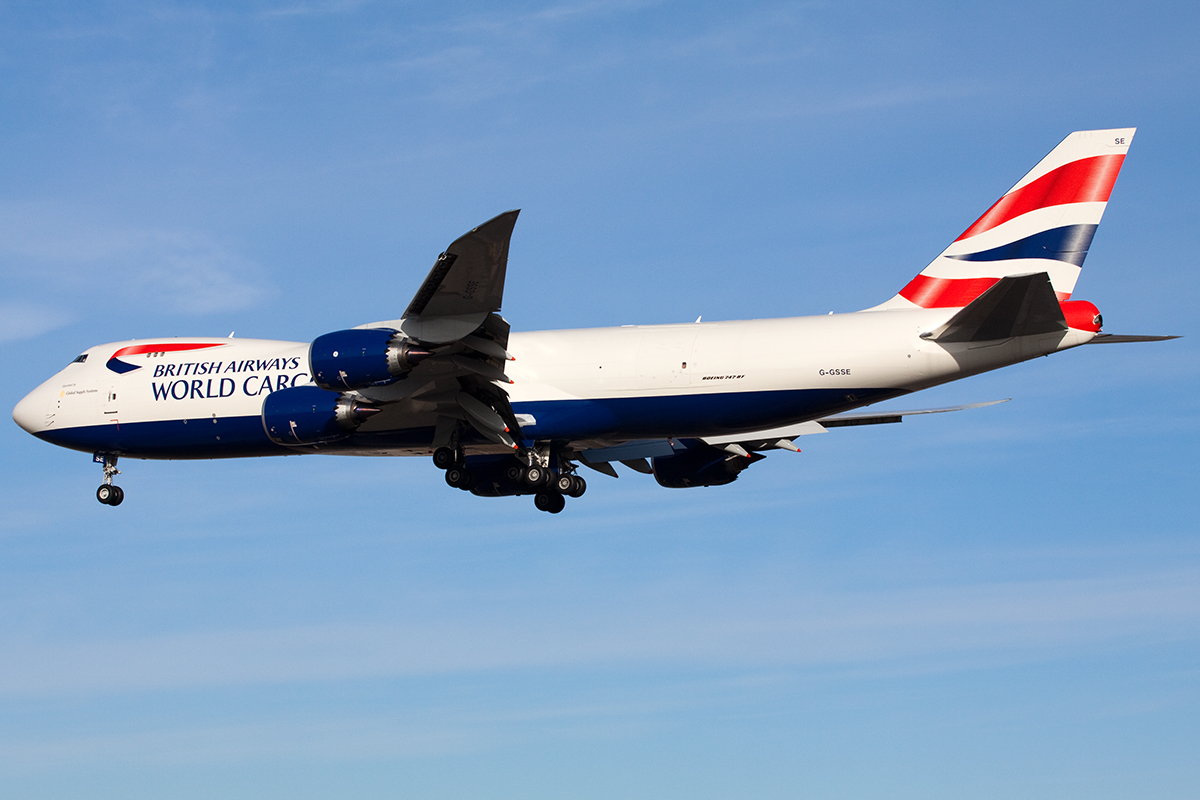
영국항공 월드 카고(글로벌 서플라이 시스템스)의 보잉 747-8F (퇴역)

영국항공 월드 카고(영어: British Airways World Cargo)는 영국항공의 자회사로 세계에서 12번째로 규모가 큰 화물 항공사였다. 영국항공 월드 카고는 영국항공의 비행 루트를 통해서 글로벌인 화물의 기회를 가지고 있었다. 영국항공 월드 카고의 주력 기종은 3대의 보잉 747-8F가 있으며 연단위로 글로벌 서플라이 시스템스부터 항공기 뿐만이 아니라 전용 화물 서비스 다른 사업자가 운영하는 전용 화물의 스페이스를 이용해 영국을 이어주며 따라서 승객이 노선망에서 이용할 수 없었다. 영국항공 월드 카고는 1990년대 후반에 런던 히드로 공항에서 월드 카고센터를 개설했다. 프리미엄 화물을 처리할 수 있는 자동화된 화물 취급 센터와 연간 80,000톤 이상의 화물을 취급하였다. 영국항공 월드 카고는 영국 전 국토의 주요한 지방 공항이 지역 화물을 통해서 파트너가 되었으며 런던 개트윅 공항, 런던 스탠스테드 공항에서 화물을 처리했었다. 2010년 BAWC는 3대의 보잉 747-8F 기종 도입을 발표했었다. 3대의 보잉 747-400F 기종을 미국의 화물 항공사인 아틀라스 항공에 돌리기 위해 주문했었다. 2007년 8월 영국항공이 항공 화물 가격을 고정하기 위해서 공모했는데 미국의 반트러스트 비용의 결과로 중죄를 받게 되었고 3억 달러의 벌금을 유죄와 지불하는 것에 합의했었다. 2009년 영국항공은 장거리 화물 수송의 업무를 런던 스탠스테드 공항에서 켄트 국제공항으로 이전했었다. 2014년 계약 해제에 따라 현재 영국항공은 화물을 취급하지 않는다.

## 같이 보기
- 영국의 없어진 항공사 목록